# الطاقة المتجددة في ألبانيا

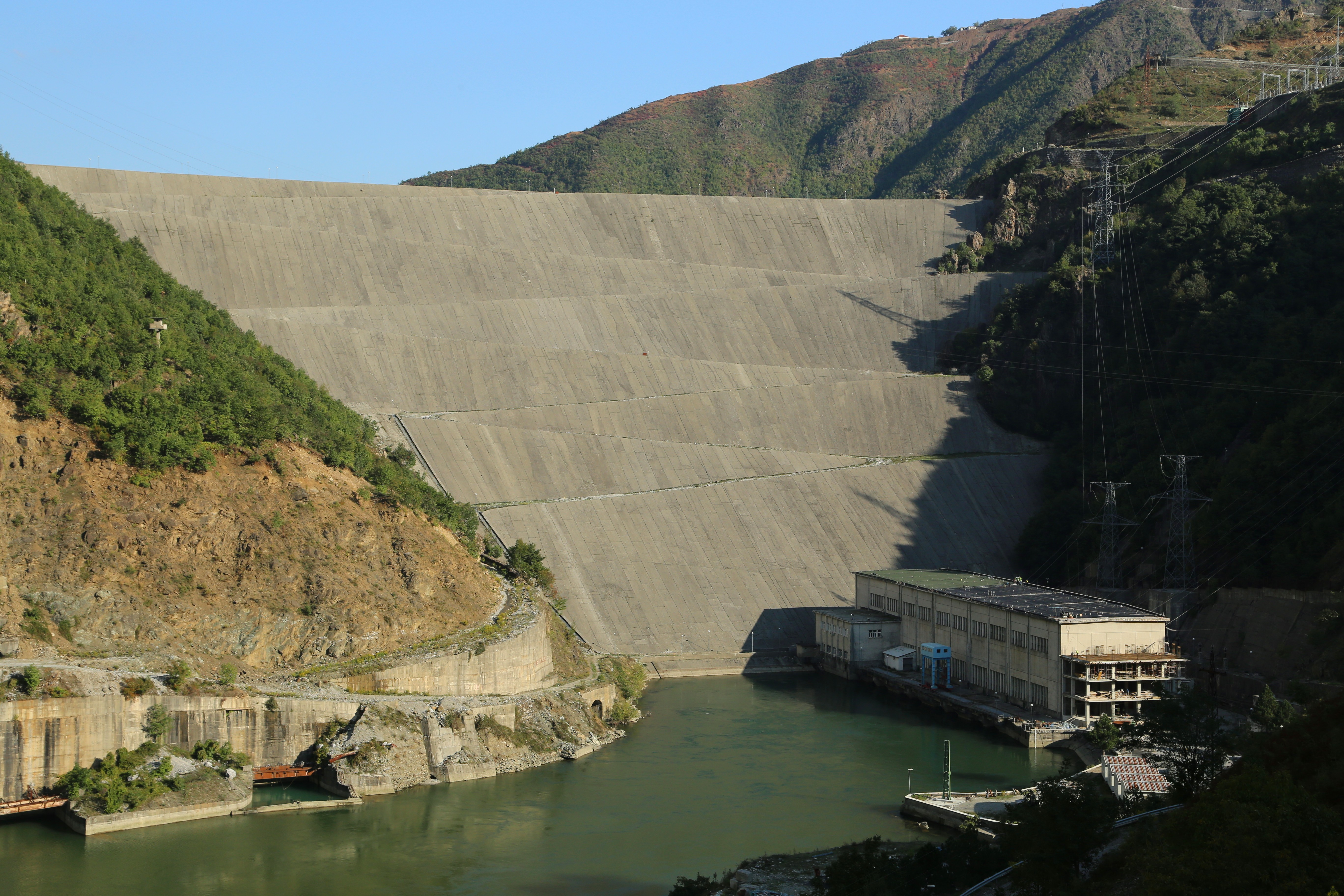
محطة فيرزا الكهرومائية لإنتاج الطاقة

تشمل الطاقة المتجددة في ألبانيا الكتلة الحيوية والطاقة الحرارية الأرضية والطاقة المائية والطاقة الشمسية وطاقة الرياح. تعتمد ألبانيا في الغالب على الموارد الكهرومائية في إنتاج الطاقة، وبالتالي، فهي تواجه صعوبات عندما تكون مستويات المياه منخفضة. المناخ في ألبانيا مناخ متوسطي، لذلك تتوفر البلاد على إمكانات كبيرة لإنتاج الطاقة الشمسية. توفر الارتفاعات الجبلية مناطق جيدة لمشاريع الطاقة الريحية. يمكن لألبانيا أن تستفيد من الطاقة الحرارية الجوفية لكونها لديها آبار طبيعية.

## الطاقة المائية
مصدر الكهرباء الحالي في ألبانيا هو في معظمه من محطات الطاقة الكهرومائية، ومع ذلك، لا يمكن الاعتماد بشكل كلي على هذا المصدر لأن مستويات المياه ليست ثابتة. وقعت شركة فيربوند، وهي شركة نمساوية، مع ألبانيا اتفاقا لبناء محطة أشتا للطاقة المائية في عام 2012. تشير التقديرات إلى أن المحطة ستوقم بتوفير الطاقة لحوالي 100,000 أسرة.

## الطاقة الشمسية
يدعم برنامج الأمم المتحدة الإنمائي برنامجا لتركيب الألواح الشمسية في ألبانيا. استخدم البرنامج 2.75 مليون دولار لدعم تركيب 75 ألف متر مربع من الألواح الشمسية. بحلول عام 2010، تم تركيب 10,700 متر مربع من الألواح الشمسية وبحلول عام 2014 تم تحقيق الهدف. تحصل ألبانيا على حوالي 2100-2700 ساعة من أشعة الشمس في السنة، لذا فهي تتمتع بإمكانيات كبيرة لإنتاج الطاقة الشمسية. الطاقة الشمسية يمكن الوصول إليها بسهولة لأن معظم الطاقة تأتي بشكل مباشر أو غير مباشر من الشمس. يمكن استخدام هذا النوع من الطاقة لتدفئة وإنارة المنازل والمباني التجارية والصناعية.

## الطاقة الريحية
ألبانيا لديها إمكانات هائلة لإنتاج الطاقة الكهربائية من طاقة الرياح. على الرغم من إجمالي التراخيص الموزعة في جميع أنحاء البلاد والتي تبلغ حوالي 2,548 ميجاوات مع إمكانات توليد الطاقة بنحو 5.7 تيراوات في الساعة، إلا أنه لم يتم الانتهاء من مشاريع الطاقة الريحية، وهناك عدد قليل للغاية من المشاريع التي هي قيد الإعداد حاليا. تعد الأراضي المنخفضة الساحلية وجبال جنوب وشرق وشمال ألبانيا مناطق ممتازة لوضع توربينات الرياح. تبلغ سرعة الرياح 8-9  م/ث في العديد من مناطق ألبانيا.

## الطاقة الحرارية الجوفية
الطاقة الحرارية الأرضية لها آفاق أيضا في ألبانيا. ويعتمد هذا النوع من الطاقة على مصادر المياه الدافئة في التربة الجوفية. الطاقة الحرارية الأرضية تأتي من الحرارة الناتجة عن الأرض. هناك بعض النقاط التي تسمى نقاط ساخنة تُولد حرارة أكثر من غيرها. توجد آبار طبيعية بالقرب من حدود ألبانيا مع اليونان. يمكن استخدام هذه الطاقة لأغراض التدفئة. الطاقة الحرارية الجوفية في ألبانيا قيد الدراسة ولم تكن هناك محاولات لاستخدامها حتى الآن.

## القوانين والعرائض
يمنح قانون قطاع الطاقة رقم 9073، الذي تمت الموافقة عليه في عام 2004، تصاريح لبناء محطات جديدة للطاقة الكهرومائية.
يجذب قانون الامتياز رقم 9663، الذي تمت الموافقة عليه في عام 2006، الاستثمارات الخاصة في محطات الطاقة الكهرومائية.
وضعت ألبانيا تعريفة لمحطات الطاقة المائية الحالية والجديدة في عام 2007.
تمت الموافقة على نموذج سوق الكهرباء في عام 2008. والذي يمكن من تسهيل عمليات الشراء بين منتجي الطاقة المستقلين ومنتجي الطاقة الصغار. ويسمح للمنتجين ببيع الكهرباء لجميع الأسواق بشروط متفق عليها.